# Windvaanbesturing

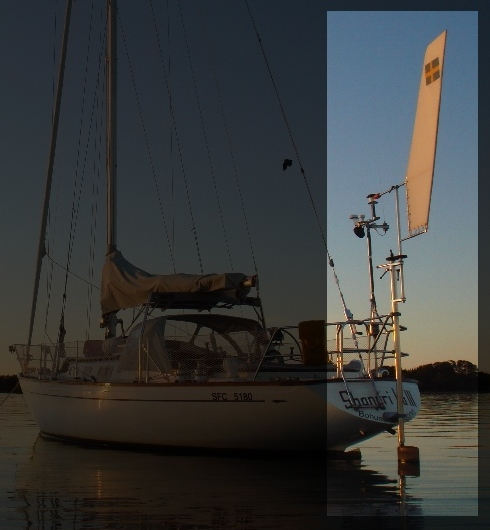
Windvaanbesturing op een zeiljacht, het roerblad is opgetrokken.

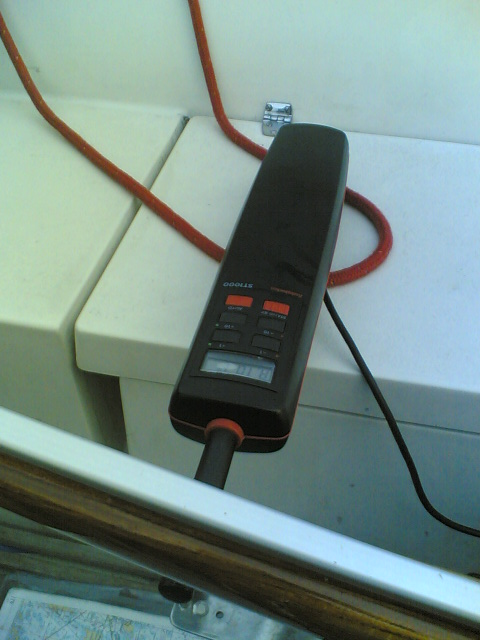
Een eenvoudige stuurautomaat die rechtstreeks aan de helmstok verbonden wordt.

Een windvaanbesturing is een inrichting op een zeilboot die de taak van de roerganger overneemt. Het is een extra roer dat aan de spiegel gemonteerd wordt. Het roerblad is veel kleiner dan het hoofdroer, omdat het alleen kleine aanpassingen aan de koers hoeft te maken. 

## Werking
Middels een vaste, maar verstelbare koppeling is een windvaan bovenaan de roeras gemonteerd die het extra roer bestuurt. Eerst wordt het hoofdroer vastgezet in een stand die ongeveer de juiste koers bepaalt, daarna wordt de positie van de windvaan op de roeras van het kleine extra roer zo afgesteld dat de boot die koers vasthoudt. Als de boot afwijkt naar bakboord, zal de windvaan ook naar bakboord gaan wijzen, maar om te corrigeren moet het roerblad naar stuurboord bewegen. De beweging van het roer is dus tegengesteld aan de beweging van de windvaan, wat de constructie compliceert. Windvaan en roerblad kunnen niet rechtstreeks aan een doorgaande as worden geklemd, er moet een mechanisme tussen dat de draairichting omkeert.
In afwijking van een stuurautomaat, die een vaste koers aanhoudt, houdt een windvaanbesturing de hoek ten opzichte van de wind vast. Draait de wind, dan draait de boot mee.
Hierdoor hoeven de zeilen minder vaak getrimd te worden, maar is er geen zekerheid dat rechtstreeks naar de gekozen bestemming gekoerst wordt.
Die eigenschap wordt niet door alle zeilers gewaardeerd, het systeem is vooral geliefd bij zeilers die lange afstanden varen.
Een windvaanbesturing heeft geen stroom nodig, de kracht die nodig is om te sturen wordt door de wind geleverd. Een stuurautomaat verbruikt veel stroom, omdat een elektromotor de kracht voor het bewegen van het roer moet leveren.